# 7 magnifiche pistole
7 magnifiche pistole è un film del 1966 diretto da Romolo Guerrieri, accreditato con lo pseudonimo Rod Gilbert.
Pellicola western, in Italia fu distribuita anche con il titolo alternativo ...e Benson imparò ad uccidere.
Gli attori Spartaco Conversi e Ida Galli sono accreditati, rispettivamente, come Spean Convery e Evelyn Stewart.

## Trama
Dopo aver preso la laurea in legge, Timoty si trasferisce in un paese del West dove ha ereditato una miniera d'oro. Ma nella zona spadroneggia un ricco messicano che vuole impadronirsi della miniera e uccide chi accetta di lavorarvi. Il fedele Corky, amministratore di Timoty vessato dal messicano, riesce ad ingaggiare i valorosi Penna Nera, Abel, Brett e Burt. Raggiunta la fattoria di Timoty, i quattro faranno di lui un perfetto eroe western e insieme riusciranno a eliminare il nemico.

## Colonna sonora
La canzone Cavalca Cow-Boy dei Los Marcellos Ferial, composta da Gino Peguri, venne pubblicata nel  1966 sul lato B del singolo John Brown (Glory Glory Hallelujah) nonche nel 1969 sempre come 45 giri, con My Gun Is Fast dal film Per mille dollari al giorno come lato B.

## Distribuzione
Il film venne distribuito in Italia dall'8 aprile 1966.

### Date di uscita
- Italia - 8 aprile 1966
- Svezia (7 pistoler och massor av dollar) - 24 luglio 1967
- Danimarca (7 skydere for Timoty) - 28 agosto 1967
- Turchia (7 Sihirli Tabanca) - 17 giugno 1968
- Finlandia (7 savuavaa pistoolia) - 20 settembre 1968
- Germania Ovest (Sancho - dich küßt der Tod) - 6 dicembre 1968
- Spagna (Siete pistolas para Timothy) - 21 giugno 1971